# 사이타마현 제1구
사이타마현 제1구(일본어: 埼玉県第1区)는 일본의 중의원 선거구이다. 1994년 일본 공직선거법이 개정되면서 신설되었다.

## 지역
- 사이타마시
  - 미누마구 (JR 우쓰노미야 선을 경계로 분할된 지역 중 서쪽 지역, 미누마구 제1·2투표구역을 제외한 지역)
    - 오야, 오와타마치 잇초메·닛초메, 오로시마치 잇초메·닛초메, 오야카타야신타, 가타야잇초메·닛초메, 오야가타야나기, 가타야나기 잇초메·닛초메, 가타야나기히가시, 오야가미야마구치신덴, 오야고후가사쿠, 오야사사마루, 시마마치 잇초메·닛초메, 오야신우에몬신덴, 오야소메야, 소메야1-3초메, 오야나카가와, 오야니이즈쓰메, 오야니시야마신덴, 오야니시야마무라신덴, 오야하스메마 하루오카1-3초메, 하루노1-4초메, 오야히가시아라이, 히가시오미야1초메, 히가시오미야5-7초메, 히가시미야시타1-3초메, 오야히가시몬젠, 오야히자코, 오야후가사쿠, 후가사쿠1-5초메, 오야훗토노, 호리사키정, 오야마루가사키, 마루가사키 정, 오야오쿠라, 오야미나미나카노, 오야미나미나카마루, 오야미야가야토, 미야가야토1-4초메, 오야야마

  - 우라와구
  - 미도리구
  - 이와쓰키구

2002년 이전에는 옛 우라와시와 와라비시가 선거 관할 구역이었다. 2003년 총선부터는 옛 우라와 시 일대의 사이타마시 사쿠라구와 미나미구에 해당되는 지역과 와라비시 일대가 사이타마현 제15구로 갈라지면서, 사이타마현 제5구에서 옛 오미야시 지역 중 사이타마시 미누마구에 해당되는 지역과 사이타마현 제13구에서 이와쓰키시(2005년 사이타마 시에 합병) 일대 지역을 편입하였다. 2017년 총선에서는 미누마구 일부 지역이 사이타마현 제5구에 편입되었다.